# Густавсберг (компания)
Gustavsberg (Густавсбе́рг) — шведский производитель сантехнического оборудования, пластмассовых изделий и посуды из фарфора. Компания была основана как производитель фарфора в 1825 году, с 1937 года выпускала сантехнику, с 1945 — изделия из пластика. С 2000 года компания принадлежит Villeroy & Boch.

## История

### Основание фарфоровой фабрики
Название компании «Густавсберг» происходит от имени шведского государственного деятеля Густава Габриельссона Оксеншерна и было первоначально присвоено кирпичному заводу, который его супруга Мария София Делагарди построила в поместье Фарста для возведения семейного особняка. На протяжении длительного времени наименования Gustavsberg и Farsta были равно употребимы, пока в 1815 году от поместья не отделили производство. Продукция кирпичного завода поставлялась даже на стройки Стокгольма.
В 1821 году завод приобрел оптовый торговец Йохан Херман Эман, к тому времени уже арендовавший его на протяжении нескольких лет. 8 марта 1825 года он и его финансовый партнёр Йохан-Улоф Веннберг получили государственную лицензию на выпуск фарфоровой продукции. Одним из партнёров компании J.H. Öhman & Co стал Фредрик Роде, в собственности которого было необходимое оборудование, оставшееся после неудачной попытки запустить своё фарфоровое производство. Компания получила заводские привилегии от торговой палаты, организовала поставки немецкой глины и наладила производство к 1827 году, однако первые выпущенные изделия имели невысокое качество. Вместе с расточительством Эмана всё это подтолкнуло Веннберга к выходу из бизнеса.
2 июня 1828 года Эман реорганизовал компанию в Gustafsbergs Fabriks Bolag. Уже в декабре новые сособственники HJ Ольденбург и Густав аф-Ур уволили Эмана за неэффективное руководство. К 1830-м на территории поместья были возведены 36 производственных и жилых построек (одна из них дошла до наших дней), появилась паровая машина. Стремясь повысить качество продукции, руководство сменило нескольких технологов, но это оказалось бессмысленно, так как немецкая глина не подходила для производства фарфора. В 1838 году завод был продан на публичных торгах.

### Под управлением Самуэля Годениуса
Новая компания Gustafsbergs Fabrikers Intressenter, объединившая шесть владельцев, в число которых вошёл Самуэль Годениус, перевела фарфоровое производство на английскую технологию и сырьё из Корнуолла. На завод были приглашены 19 британских мастеров. Эти изменения и подражание известной английской марке Davenport нашли отражение в новом клейме в виде адмиралтейского якоря. В 1839 году на производстве трудилось 150 человек. В 1845 году главный технолог «Густавсберга» Грегори Хольден перешёл на конкурирующую стокгольмскую фабрику «Рёрстранд» — вслед за этим предприятие настиг кризис. В результате компания была выставлена на публичный аукцион, где её в 1850 году целиком выкупил Годениус через собственную фирму всего за 40 тысяч крон (при совокупной стоимости дебиторской задолженности, складских запасов и оборудования в 190 тысяч).
Новым техническим директорам «Густавсберга» — Йохану Георгу Гентеле, работавшему на заводе в 1850—1854 годах, и Георгу Барлоу, который возглавил производство в 1857, — удалось модернизировать предприятие и обеспечить высокое качество продукции. В 1854 году завод наладил выпуск высококачественного фаянса, к 1864 году — костяного фарфора, в 1869 году заработала линия по производству майолики. В 1863 году король Швеции Карл XV заказал у «Густавсберг» персональный сервиз. Продукция завода пользовалась популярностью, в 1866 году «Густавсберг» участвовал в показе скандинавского искусства и промышленности в Стокгольме, год спустя — присутствовал на Всемирной выставке в Париже.

### Под управлением семьи Одельберг
В 1869 году кресло управляющего занял зять Годениуса Вильгельм Одельберг. Под его руководством «Густавсберг» удвоил оборот в первый год, открыл судоходное подразделение, в 1872 году на заводе появился телеграф, в 1878 году — первый телефон. Компания инвестировала в модернизацию производства и улучшение условий труда, строительство социальных объектов. Продукция того времени была отмечена многочисленными наградами на выставках в Москве, Копенгагене, Вене, Драммене и Боготе. К концу десятилетия число сотрудников выросло с 300 до 600 человек.
В 1878 году компания была реорганизована, и семья Одельберг стала её основным владельцем. «Густавсберг» развивался: в 1898 году архитектор Йохан Лауренц завершил строительство на берегу гавани новой штаб-квартиры компании (известен сейчас как «старый офис»). В 1905 году завод был электрифицирован, в 1921 году — подключён к гидроэлектростанции в Эльвкарлебю, а в 1925 году на производстве были внедрены электропечи. К началу XX века число работников «Густавсберг» достигло 900 человек, из них около 15 % были детьми, труд которых был разрешён с 11 лет. Днём они работали на производстве, вечером посещали ремесленные школы и занятия рисованием.
Одельберг руководил компанией в патриархальном стиле, стремился оградить её от влияния муниципальных властей Вёрмде и в 1902 году добился образования на территории завода и разросшегося фабричного посёлка самостоятельного муниципалитета Густавсберг. Условия труда на заводе «Густавсберг» были лучше, чем на других шведских предприятиях, и первый профсоюз рабочих появился только в 1919 году — позже, чем где-либо в стране. При этом у компании была собственная организация Gustafsbergs Fabriks Uppköpsförening AB, отвечавшая за улучшение условий труда. По итогам переговоров с профсоюзными лидерами вместо неё был учреждён потребительский кооператив Gustavsbergs Konsumtionsförening U.P.A..
Помимо Швеции, «Густавсберг» поставлял продукцию в Норвегию и Данию, небольшие экспортные партии направлялись в США и Южную Америку. До самой смерти в 1924 году Вильгельм Одельберг участвовал в управлении. После его кончины председателем коммерческого общества стал Аксель Одельберг, операционным директором — его брат Виктор.
|  |  |  |

### Под контролем «Кооперативного союза»
В 1920-е шведские производители фарфора сформировали картель. В него вошли «Рёрстранд», фабрика в Евле, фабрика в Лидчёпинге, фабрика в Карлскруне, Упсала-Екебю. Однако участие в картеле не принесло пользы компаниям и не помогло привлечь инвестиции в обновление производств.
С укреплением положения иностранных поставщиков керамики на шведском рынке в 1930-х «Густавсберг» столкнулся со значительными финансовыми трудностями, которые привели к убыткам в 1934, 1936 и 1937 годах. На фоне устаревания материально-технической базы и распространения силикоза среди рабочих Одельберги не были готовы брать кредиты для модернизации производства и в 1937 году продали компанию своему крупнейшему клиенту — «Кооперативному союзу». После завершения сделки на сумму 3,65 миллиона шведских крон во главе компании встал Ялмар Ульсон.
«Кооперативный союз» привлёк собственное архитектурного бюро для реконструкции заводской территории, создания генерального плана и проектирования новых производственных и жилых зданий, предназначенных для сдачи в аренду сотрудникам. Благодаря компании в Густавсберге были построены школа Кварнберг и круглая ратуша, а в 1950-х на территории муниципалитета развернулось активное частное строительство.

#### Производство сантехники
В 1939 году «Густавсберг» развернул производство сантехники на новой фабрике, построенной по проекту архитектора Олафа Тунстрёма. С началом серийного выпуска унитазов компания развернула широкую кампанию по повышению гигиенических стандартов в Швеции с рекламным слоганом «Простите за нескромный вопрос» (швед. Förlåt en indiskret fråga). Компании удалось привлечь множество итальянских специалистов, вынужденных бежать от установившегося в стране фашистского режима, в том числе бывшего технического директора фарфорового завода Società Ceramica Italiana Евгения Альтмана (он также участвовал в проектировании новой фабрики посуды, в 1946 году объединившей все этапы производственного процесса под одной крышей).
Сантехническое направление росло с 1950-е по 1970-е: сперва благодаря послевоенному строительству, а затем на фоне экономического роста и строительного бума, спровоцированного действовавшей в 1965—1975 году программой «Миллион». В 1950-х годовой выпуск унитазов достигал 100 тысяч штук, в 1960-х — 200 тысяч.

#### Фабрика пластиковых изделий
Первая линия «Густавсберг» по производству пластиков была построена в 1945 году и производила термореактивные пластмассы для электротехнической промышленности. К 1950 году предприятие освоило выпуск товаров для дома. Расцвет фабрики пришёлся на середину 1970-х, когда на ней трудились 160 человек. Примечательно, что половину сотрудников на тот момент составляли финны, шведов было около 30 человек.

### Фабрика ванн
В 1946 году началось строительство ванной фабрики. Освоить производство помогла американская компания Mullins (WH Mullins Company) из Салема, штат Огайо, которая делала прессованные детали из листового металла для автомобильной промышленности США. 31 декабря 1947 была выпущена первая ванна Gustavsberg, на ней стояла подпись главы фабрики Вальдемара Вальгрена. Параметры первой модели были выбраны на основе антропометрических измерений шведских призывников. К июню 1948 завод наладил пресс и нанесение эмали. Листовой металл сперва поставлялся из США, затем закупался у шведского Domnarvet, позднее компания нашла более лёгкие листы во Франции. За период 1948—1954 было произведено 250 тысяч ванн, а самым большим клиентом стал крупнейший шведский строительный кооператив HSB.
Производство ванн было автоматизировано в 1960-е: были исключены тяжёлые ручные операции, внедрён конвейер. В 1963 году появилась автоматизированная пресс-линия, в 1969 — роботизированная покраска. В дальнейшем на заводе освоили выпуск бойлеров, душевых и туалетов. Производство ванн достигло пика в 1968 году, когда было выпущено 130 тысяч изделий.

#### Другие производства
С 1940-х «Густавсберг» занимался производством охладителей, спрос на которые последовательно рос и достиг пика в 1960-х вследствие популярности охлаждаемых витрин для продуктовых магазинов. В 1960 году выпуск охладителей разместился на фабрике сантехники, а впоследствии был перенесён на фабрику ванн. Кроме того, в 1947 году «Кооперативный союз» передал под управление компании приобретённый кирпичный завод и производство центрифуг.

### Gustavsberg Group
На 1969 год в состав «Густавсберг» непосредственно входили 4 предприятия, выпускавшие фарфор, сантехнику, стальные ванны и пластиковые изделия. Дочерние предприятия производили котлы и водонагреватели в Рефтеле, трубы для водоснабжения и канализации в Гангестере и Фристаде, охладители и мойки в Мёльнторпе (на фабрике, купленной в 1969). В 1972 году компания приобрела производство пластиковых труб в Роннебю.
Число сотрудников компании выросло до 2058 человек, из которых 1547 были заняты на производстве. В компании работало 550 иностранцев, главным образом финнов, а для адаптации иностранных сотрудников на предприятии было открыто собственное миграционное агентство. На заводе часто проходили экскурсии, организованные агентством SIDA, «Кооперативным союзом» и Шведским институтом, только в течение 1968 года предприятия «Густавсберг» приняли 17 тысяч человек. В числе высоких гостей были Индира Ганди, Свен Улоф Пальме, Ле Корбюзье, Клемент Эттли и Леди Бёрд Джонсон.
Планировалось, что Ялмара Ульсона на посту руководителя компании сменит старший вице-президент Фольке Ёлин, возглавлявший производство пластмасс в 1956—1967 годах, но после его смерти в автокатастрофе президентом «Густавсберг» в 1969 стал Бу Бромс. В 1970 году он объединил все непроизводственные подразделения в техническом центре в Фарставикене. В том же году на сантехнической фабрике начался выпуск эмалированных раковин, в 1972 году компания выпустила первый термостатический смеситель для умывальника, в 1977 — первый душ.
В 1975 году «Густавсберг» отметил 150-летний юбилей. Первоначально планировалось, что компания отпразднует 150 лет с начала производства фарфора в 1977 году, но мероприятия были перенесены из-за запланированного на 1976 год празднования 250-летия фабрики «Рёрстранд». В честь юбилея в Национальном музее Швеции прошла выставка, посвящённая истории «Густавсберг», гостем которой стал король Карл XVI Густав, выставки также состоялись в Гётеборге и Лунде.

#### Кризис и продажа компании
На протяжении многих лет производство фарфора не приносило компании дохода и работало за счёт прибыльного сантехнического направления. По окончании широкой строительной кампании в Швеции в 1975 году «Густавсберг» столкнулся со снижением спроса на сантехнику, а вызванный Нефтяным кризисом 1973 года спад в мировой экономике ограничил возможности экспорта и увеличил конкуренцию на внутреннем рынке — в течение 1970-х доля иностранных производителей выросла с 40 % до 75 %. Вместе с тем рост цен на нефть и газ значительно увеличили стоимость сырья.
После поступившего от «Кооперативного союза» требования принять антикризисные меры «Густавсберг» был вынужден в 1980—1982 годах продать дочерние предприятия в Мёльнтропе и Фристаде норвежской Intra и финской Uponor соответственно. Затем в рамках реорганизации компания сократила тысячу человек на всех фабриках. На фарфоровом заводе была проведена глубокая модернизация стоимостью 43 миллиона крон, направленная на автоматизацию производства, после чего компания сократила 200 сотрудников из 360. В рамках реструктуризации, начавшейся в 1987 году, компания была разделена на Gustavsberg Porcelain AB, Gustavsberg VVS AB и Gustavsberg AB.
В том же году «Густавсберг» объединил Gustavsberg VVS AB, в который перешли производство деталей для сантехники, систем кондиционирования и отопления, и приобретённую AB Vårgårda в Gustavsbergs Industri AB. Перенесённая в Бурос фабрика пластиковых изделий была продана компании Idealplast, а производство ванн было сокращено до выпуска одной модели и закрыто в 1992 году. Отказавшись от собственного производства в Швеции, Gustavsberg AB приобрёл фабрики швейцарской компании Koralle и немецкой Buderus.

#### Судьба фарфорового завода
Параллельно с тем, в 1987 году Gustavsberg Porcelain AB был продан компании Wärtsilä, которая объединила её под общим управлением с «Рёрстрандом» и финской керамической фабрикой Arabia. Со временем между некогда конкурирующими фабриками было организовано разделение труда: «Густавсберг» продолжил производство фарфора, декорирование было перенесено на «Рёрстранд». На продукции ставился штамп «Рёрстранда» с пометкой, что фарфор изготовлен фабрикой «Густавсберг».
Позднее в 1989—1990 годах Wärtsilä продала керамические производства финской компании Hackman. Выпуск фарфора в Густавсберге сохранился в рамках независимой компании Värmdö Produktion och Utveckling, которая трудоустроила около 30 уволенных сотрудников. В 1996 году несколько бывших работников «Густавсберг» возобновили производство классических серий фарфора в рамках небольшого производства Gustavsberg Hushållsporslinsfabriken. На 2016 год в компании заняты 20 человек, ежегодно 250 тысяч единиц продукции идут на экспорт в 14 стран.

### Под управлением Villeroy & Boch
В 1994 году «Кооперативный союз» продал сантехническое направление, объединённое в AB Gustavsberg, голландской компании Koninklijke Sphinx, которая в 1999 году была куплена Sanitec, на тот момент уже владевшей производителями сантехники Porsgrund, IDO и Ifö. По требованию Европейской комиссии, выступившей против создания компании с доминирующим положением на рынках Скандинавии и Бенилюкса, Gustavsberg AB был продан немецкой компании Villeroy & Boch в 2000 году.
Для снижения себестоимости продукции «Густавсберг» Villeroy & Boch в 2003 году перенесла часть производства в Румынию, сохранив в Густавсберге линии по выпуску унитазов и раковин. Производство сантехники продолжилось, несмотря на финансовые трудности, с которыми немецкая компания столкнулась с началом мирового экономического кризиса в 2008 году.
С закрытием старого завода «Густавсберг» в 2014 году, цеха гидроабразивной резки, сборки и логистики были перенесены на новое предприятие, открывшееся в 2015 году на окраине Густавсберга в промышленном парке Экобакен. В его строительство было вложено 130 млн шведских крон. В центре города был создан новый исследовательский центр. Выпуск керамики ранее был перенесён на производственные мощности Villeroy & Boch в Румынии, Венгрии и Таиланде. Завод по производству смесителей в Варгарде продолжил работу без изменений.
На производстве в Экобакене работают 105 человек. Всего же на март 2016 года в Villeroy & Boch Gustavsberg AB занято 320 сотрудников, годовой оборот компании составляет 840 млн шведских крон.

## Наследие

### Фарфор
Годы, когда «Густавсберг» находился под управлением семьи Одельбергов, отметились сотрудничеством со многими известными шведскими художниками — в том числе Гуннаром Веннербергом и Херманом Неуйдом, имевшими право отмечать свои работы собственным клеймом. Кроме того, Веннерберг стал художественным руководителем производства в 1895 году и занимал этот пост до 1908. Он самостоятельно разрабатывал посуду и одним из первых в отрасли начал целенаправленно нанимать художников на фарфоровое производство. Он также готовил «Густавсберг» к Главной выставке искусств и промышленности Стокгольма 1897 года, где продукция фабрики привлекла большое внимание посетителей.
Среди приглашённых Веннербергом художников были Хельмер Осслунд, сотрудничавший с «Густавсбергом» в 1890—1894 годах и после ставший известным пейзажистом, Йосеф Экберг, начавший работать на предприятии в 12 лет и вместе с Веннербергом разработавший посуду в технике сграффито, которую компания представила на Всемирной выставке в Париже 1900 года, и ставший новым художественным руководителем после ухода Коге. В том же 1908 году в коллективе художников «Густавсберг» появилась первая женщина — Беата Мартенссон.
Для участия в инициированной Шведским обществом программе по разработке «повседневных вещей высокого качества» компания в 1917 году наняла дизайнера Вильгельма Коге, прославившегося созданием фаянсового сервиза для рабочих семей Liljeblå, представленного на стокгольмской выставке Hemutställningen 1917. Работая на «Густавсберг», Коге экспериментировал с глазурями, декором и материалами, устойчивыми к высоким температурам. Он разработал около 30 столовых сервизов, один из которых — «Пюро» — производился до 1955 года.
В 1942 году Коге совместно с Берндтом Фрибергом и Стигом Линдбергом открыл в Густавсберге художественную студию, просуществовавшую до 1996 года. В рамках студии художники разрабатывали идеи для новых товаров и изделий, производившихся малыми сериями. К изготовленным в студии предметам предъявлялись исключительно высокие требования, а мастера получали значительную свободу творчества. Продукция студии отмечалась нанесённым вручную авторским клеймом.
Через студию прошло несколько талантливых художников, среди которых была Урсула Принтц, в 1940-х получившая приз Шведского Общества за серию фаянсовых статуэток. В студии также работали Тира Лундгрен и Мари Симмульсон, позднее перешедшая на фабрику «Упсала-Екебю». Студия, деятельность которой способствовала привлечению молодых художников, была закрыта в 1996 году.
|  |  |  |

### Дизайн сантехники
В 1940-х — 1970-х компания разработала многочисленные технологические решения для личной гигиены, получившие патентную защиту. В 1940 году в производство был запущен первый унитаз с нижним бачком — модель 306. В 1953 году вышел унитаз модели 315 — доработка модели 306, — который производился до 1977 года, а его модификация, модель 315Т Бертиля Даллёва, стала самым популярным унитазом в Швеции 1970-х.
Первая модель раковины (модель 502) продавалась вплоть до 1950-х. В 1953 году ей на смену пришла модель 525, разработанная Акселем Нильссоном и Карлом-Арне Брегером и ставшая крайне популярной благодаря своей новаторской форме.
Техническим директорам фабрики Артуру Теглунду и Бертилю Даллёву принадлежат несколько новаторских разработок, нашедших применение в массовом производстве — например съёмное полипропиленовое сиденье для унитаза и подвесной унитаз. Современные округлые формы сантехники были разработаны дизайнером Яном Ландквистом, перешедшим в «Густавсберг» в 1967 году.

### Дизайн изделий из пластика
В числе известных дизайнеров, работавших над пластиковыми изделиями для «Густавсберг» были Стиг Линдберг, Карл-Арне Брегер, Гуннар Ларсон, Петер Пиен, Свен-Эрик Юлин, Пер-Олаф Ландгрен. Среди известных работ Линдберга — термосы, посуда, контейнеры для холодильника и небольшая копилка в форме собаки, выпущенная для Handelsbanken. Одна из классических работ Брегера, ставших предметами коллекционирования — высокая лейка. Ларсон создал пепельницу Kulan, ставшую классикой дизайна 70-х годов.
Пиен стал первым дизайнером, которого «Густавсберг» нанял исключительно для работы с пластмассой. Он возглавил фабрику пластмассовых изделий в 1967 году и проявил себя не только как дизайнер, но и как талантливый управленец, который привлёк в компанию талантливых Юлина и Ландгрена.
Юлин, известный по своей прежней работе в компании Ergonomidesign, использовал в разработке предметов функциональный анализ. В числе его работ, ставших классикой современного дизайна, нож для хлеба, серия из кружки, кувшина и чашки из SAN-пластика, детские пластиковые кружки, ставшие частью собрания MoMA. В 1970 году Юлин разработал для «Густавсберг» магазинную пластиковую корзину, которую компания начала поставлять сети супермаркетов KF. Большинство корзин для покупок в шведских супермаркетах являются копией этой оригинальной модели.
|  |  |  |

### Город
В 2011 году был представлен новый план развития Густавсберга, включающий ревитализацию бывших производственных территорий и строительства жилья. К 2014 году заводская территория в центре Густавсберга была продана девелоперской компании Ikanoдля жилого строительства. Планируется, что в 2016 году будут сданы 400 домов. В 2014 году там же начал возведение арендных домов жилищно-строительный кооператив Riksbyggen. В здании фарфоровой фабрики 1852-53 годов постройки с 2002 года расположен отель Blue Flower, названный в честь знаменитого посудного орнамента Blå blom.
В том же районе находится культурный центр, пространства которого занимают офис Gustavsberg HPF AB, студия керамики, мастерские художников и выставочные пространства. Произведения, созданные керамическим производством за многолетнюю историю входят в собрания Национального музея Швеции и местного музея фарфора, представлены в постоянных экспозициях и на временных выставках. Большую часть учреждений планируется перевести в новый культурный центр «Фарфоровая фабрика», который откроется к 2018 году.